# Anchon gunni
Anchon gunni är en insektsart som beskrevs av William D. Funkhouser. Anchon gunni ingår i släktet Anchon och familjen hornstritar. Inga underarter finns listade i Catalogue of Life.